# Cytochrom c oxidáza

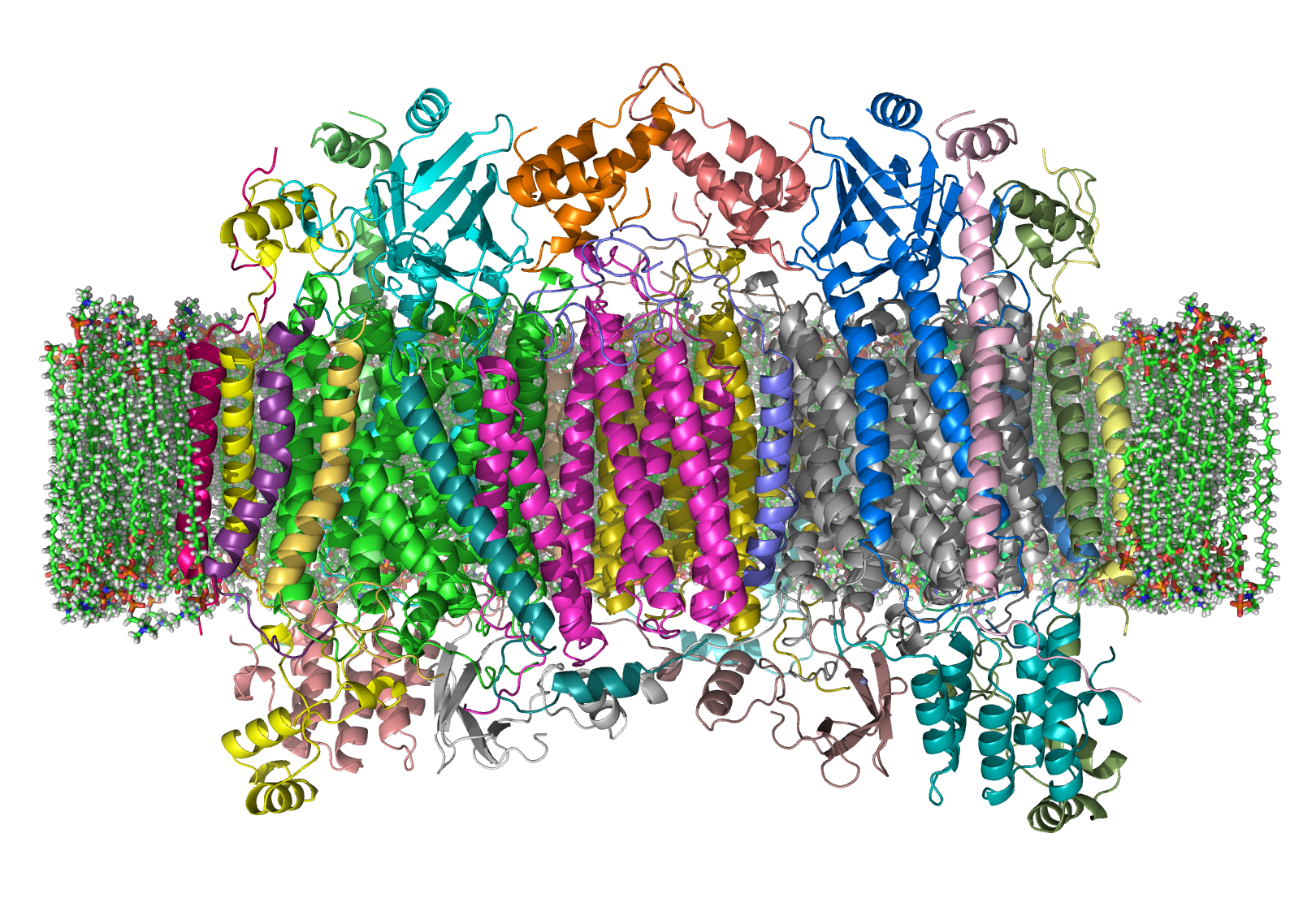
Struktura cytochrom c oxidázy v membráně; intermembránový prostor je nahoře, mitochondriální matrix dole

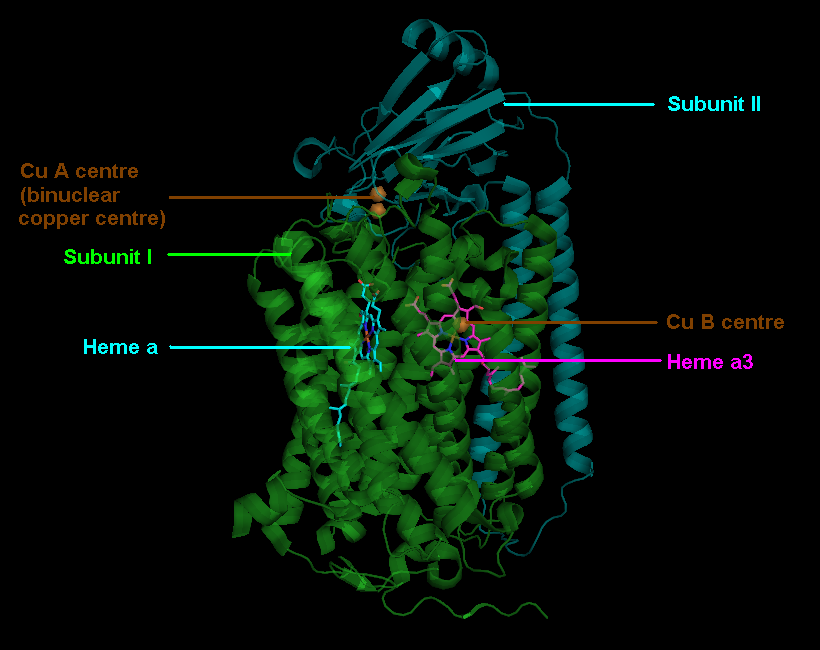
Podjednotka I a II cytochrom c oxidázy

Cytochrom c oxidáza (též komplex IV nebo cytochrom aa3 komplex, EC 7.1.1.9, před zavedením 7. třídy enzymů - translokas v roce 2018 EC 1.9.3.1), zkratka COX či CcO, je enzymatický membránový komplex, který oxiduje cytochrom c a energii využívá k tvorbě protonového gradientu napříč membránou. Představuje poslední, ale velmi významný článek tzv. dýchacího řetězce. V průběhu reakce dochází k redukci molekulárního kyslíku (O2) na vodu a to je hlavní důvod, proč musí většina organizmů neustále přijímat (dýchat) kyslík.
Cytochrom c oxidázy se řadí do rodiny „terminálních oxidáz“ obsahujících hem a měďnaté ionty jako prostetické skupiny. Vyskytují se už u bakterií, ty však mají často hned několik cytochrom c oxidáz a mimo to mnohdy i jiné terminální oxidázy (jež např. oxidují různé chinoly nebo FeS proteiny). Cytochrom c oxidázy jsou prastaré a pravděpodobně se vyskytovaly již u jednoduchých prokaryotických organizmů před dvěma miliardami let. U prokaryot se nachází na cytoplazmatické membráně, eukaryotické cytochrom c oxidázy (včetně lidských) se lokalizují do vnitřní membrány mitochondrií.

## Struktura
Jedná se o multipodjednotkový komplex, který má u eukaryot velikost cca 400 kDa (rel. mol. hmotnost 400 000). Skládá se z 8–13 podjednotek, přičemž tři největší a nejhydrofobnější (I, II a III) jsou kódovány přímo v mitochondriální DNA, zbytek proteinů je transportován z cytosolu. Celkem komplex překračuje membránu 28×. Navíc se však v membráně cyt c oxidázy spojují do dvojic (dimerů). Důležitou složkou komplexu IV jsou prostetické skupiny, které slouží jako redoxní centra: dva hemy a (a, a3) a dvě měďnatá centra (CuA a CuB).

## Funkce

### Reakce

Cesty protonů a elektronů skrz komplex IV

Reakce katalyzovaná cytochrom c oxidázou se dá souhrnně zapsat následujícím způsobem:
| 4cytochrom c2+ + 4H+ + O2 → 4cytochrom c3+ + 2H2O | \| \| \| \| \| \| \| \| |  |
|                                                   |                         |  |
|                                                   |                         |  |

Enzym však navíc transportuje čtyři protony přes membránu, rovnice by proto mohla vypadat i takto:
| 4cytochrom c2+ + 8H+uvnitř + O2 → 4cytochrom c3+ + 2H2O + 4H+venku | \| \| \| \| \| \| \| \| |  |
|                                                                    |                         |  |
|                                                                    |                         |  |

Na každý oxidovaný cytochrom c tedy dochází k zabudování jednoho protonu do molekuly vody a k přečerpání jednoho protonu z matrix do mezimembránového prostoru. Ve skutečnosti je však mechanismus samozřejmě mnohem složitější, než se dá vystihnout pomocí chemické rovnice. V enzymu spolupracují různé proteinové podjednotky a prostetické skupiny, v rámci kterých dochází k transportu elektronů až na terminální akceptor, kyslík.

### Transportní cesty
Cytochrom c se váže na vnější straně membrány (v mezimembránovém prostoru mitochondrie). Následně dochází k předání elektronu z cytochromu c na CuA centrum. Z CuA centra se elektron dostává asi 20 Å na hem a. Z tohoto hemu se elektron posouvá na hem a3. Těsně u hemu a3 se nachází CuB centrum, takže přenos z hemu a3 na CuB je velmi rychlý. Transportovány nejsou jen elektrony, ale také protony (H+), jejichž přenos do intermembránového prostoru vede ke vzniku protonového gradientu. Nalezeny byly hned dvě cesty, jimiž protony prochází: K-cesta a D-cesta, pojmenované podle důležitých aminokyselinových zbytků, které se transportu účastní (K - lysin, D - aspartát).

### Mechanismus
To nejdůležitější z celého enzymatického mechanismu se odehrává v oblasti kolem hemu a3 a CuB centrem. Zde se musí v jednu chvíli shromáždit čtyři elektrony, které doputovaly skrz prostetické skupiny až sem. Z toho tři elektrony jsou v držení hem a – CuB centra, poslední elektron je pravděpodobně poskytován OH skupinou jednoho z tyrosinů. Složitou COX reakci objasnili Mårten Wikström a Gerald Babcock. Vstupuje do ní v různých fázích především kyslík, elektrony a protony a vzniká voda. Každou sekundu může celá COX reakce proběhnout i 100–200×.

## Inhibice
Komplex IV je kompetitivně inhibován zejména různými malými molekulami, jako je kyanid (CN−), sirovodík (H2S) či oxid uhelnatý (CO).